# Kerri Strug
Kerri Strug (Tucson, Arizona, 19 de noviembre de 1977) es una gimnasta artística estadounidense, campeona olímpica en 1996 en el concurso por equipos.

## Carrera deportiva
En el Mundial de Indianápolis 1991 gana la plata por equipos, tras la Unión Soviética y por delante de Rumania, siendo sus compañeras de equipo: Shannon Miller, Kim Zmeskal, Betty Okino, Michelle Campi y Hilary Grivich.
En los JJ. OO. celebrados en Barcelona (España) en 1992 gana el bronce por equipos, tras el Equipo Unificado y Rumania.
En el Mundial de Dortmund 1994 gana la plata por equipos, tras Rumania y por delante de Rusia, siendo sus compañeras de equipo: Dominique Dawes, Amanda Borden, Jaycie Phelps, Amy Chow, Larissa Fontaine y Shannon Miller.
En el Mundial celebrado en Sabae (Japón) en 1995 gana el bronce en el concurso por equipos, tras Rumania (oro) y China (plata).
En los JJ. OO. de Atlanta (Estados Unidos) de 1996 gana el oro en el concurso por equipos —por delante de Rusia (plata) y Rumania (bronce)—, siendo sus compañeras de equipo: Amy Chow, Dominique Dawes, Shannon Miller, Amanda Borden, Jaycie Phelps y Dominique Moceanu.
En el documental Atleta A sobre los escándalos en la gimnasia olímpica de Estados Unidos se hace referencia a que compitió lesionada en la final que le dio la medalla de oro al equipo de Estados Unidos.